# Бактериални болести
Бактериалните болести са група инфекциозни заболявания, които се причиняват от патогенни бактерии. Далеч не всички бактерии могат да причиняват заболявания. Само около 2% от бактериите, които населяват Земята са патогенни за човека. Всички организми притежават някакъв имунитет. Независимо от това, обаче, някои бактериални болести са много опасни.

## Списък на бактериалните болести
- Проказа
- Туберкулоза
- Чума
- Салмонелоза
- Холера
- Коремен тиф
- Сифилис
- Ангина
- Менингит
- Сепсис
- Перитонит
- Мек шанкър
- Отит
- Ринофарингит
- Гонорея
- Бренореа
- Ешерихия коли
- Тетанус
- Коклюш